# Eumecurus vilbastei
Eumecurus vilbastei är en insektsart som beskrevs av Dlabola 1985. Eumecurus vilbastei ingår i släktet Eumecurus och familjen kilstritar. Inga underarter finns listade i Catalogue of Life.